# Sopa mallorquina
La sopa de mallorca (denominada también sopa mallorquina) se trata de una sopas de verduras típicas de la cocina mallorquina. Su preparación consiste en una cebolla sofrita en aceite de oliva, junto con pimientos frescos, col, ajos. La sopa se pone a hervir y cuando la col se encuentra en su punto se le añade migas de pan. Existen versiones en las que las verduras se ponen a sofreír y hervir (generalmente en un caldo de ave) y se presentan en una cama de pan frito.